# Taxinge, Lids socken

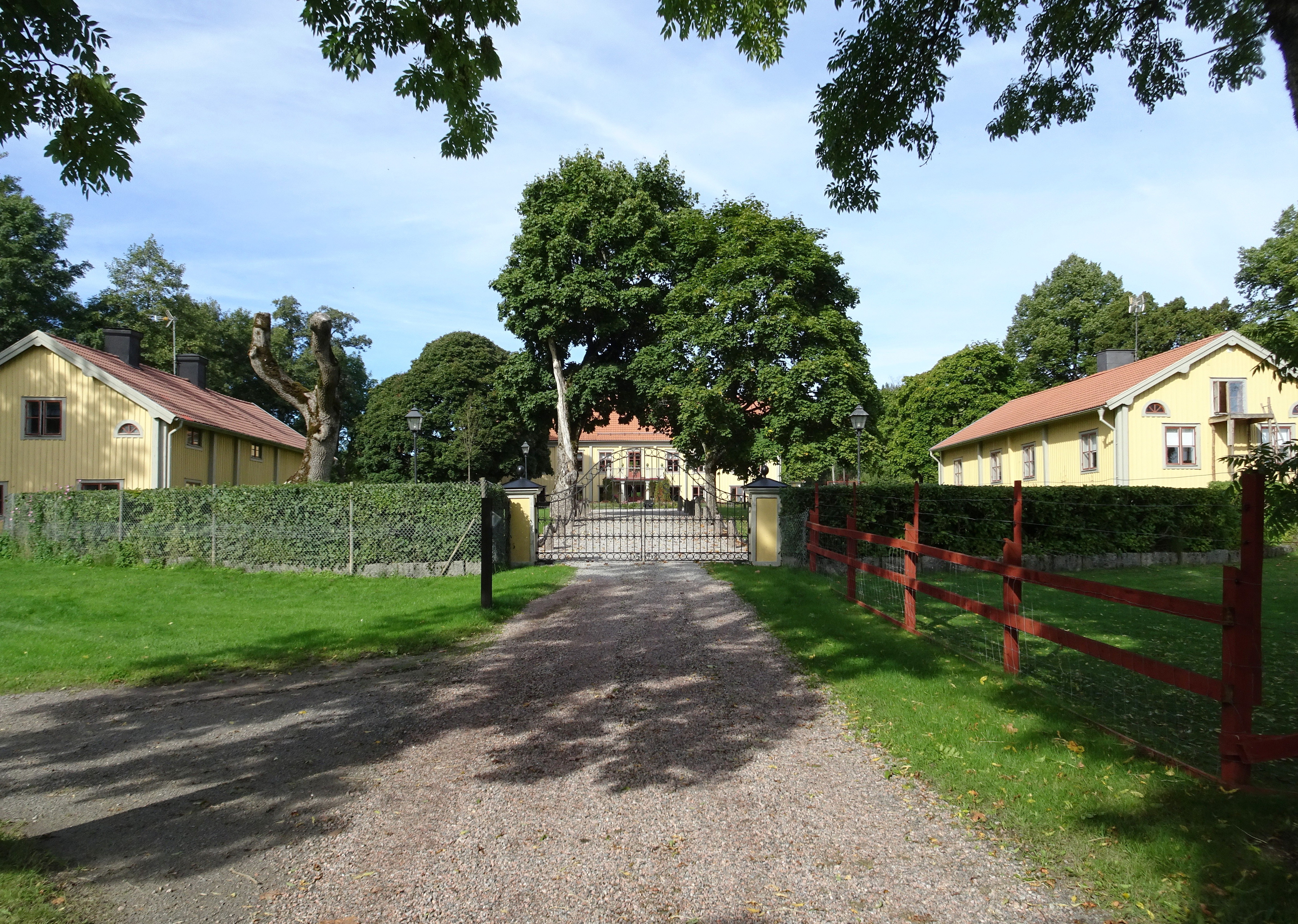
Huvudbebyggelsen från söder, 2021.

Taxinge är en herrgård och ett tidigare säteri strax söder om Samlingssjön i Lids socken, Södermanlands län, sedan 1971 i Nyköpings kommun. Författaren och riksdagsmannen Wilhelm Gumælius föddes 1789 på Taxinge.

## Historik

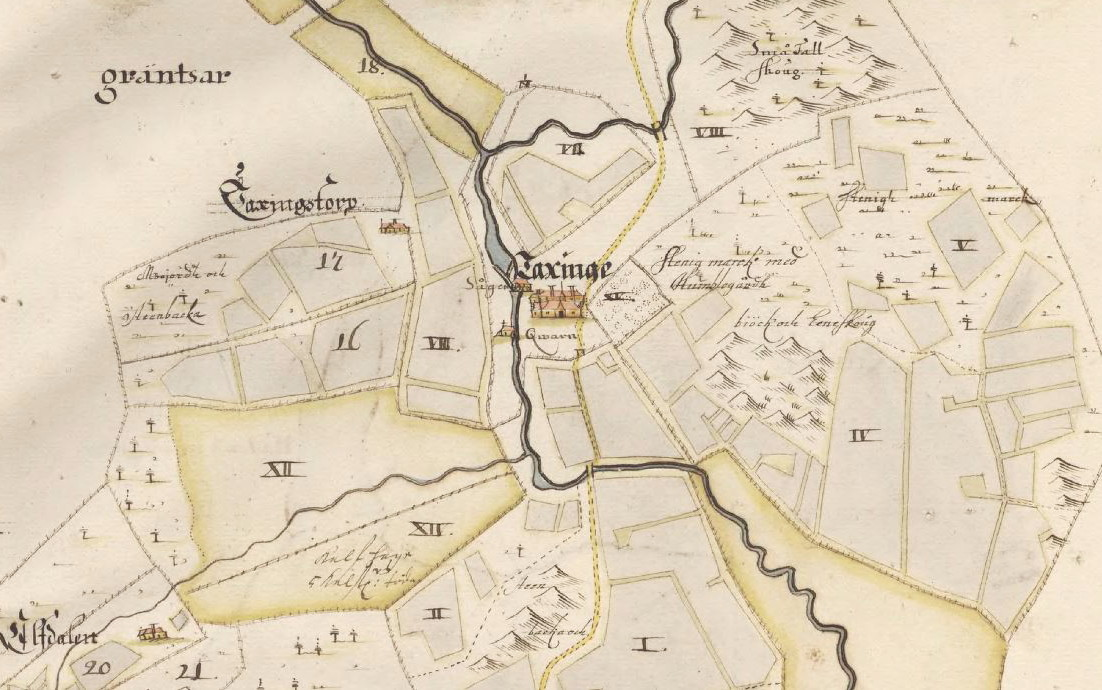
Taxinge 1691.

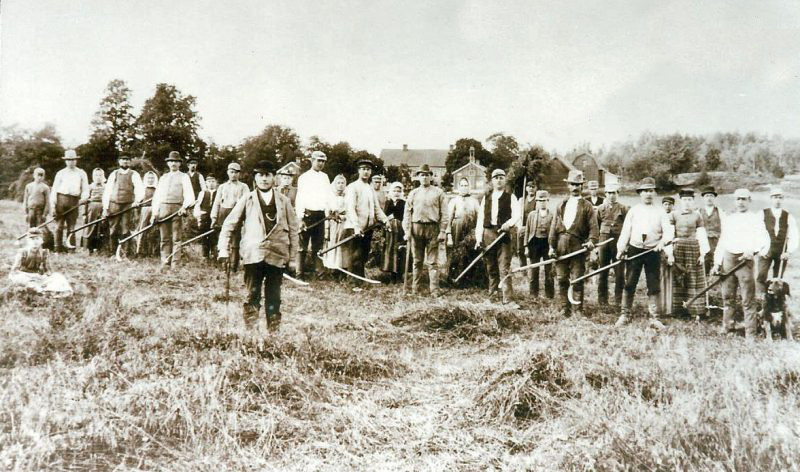
En skördedag på Taxinge 1898.

Taxinge eller Taxunge är en mycket gammal gård. Forntida gravfält med stensättningar finns strax öster om gården. Äldsta skriftliga belägg är från år 1329 då det talas om en stephano jn thaxunge. Taxinge utbyttes år 1589 från kronan av Gjou Pedersson (Väderhorn) och kom efter honom till hans svärson, den tyskfödde löjtnanten vid Södermanlands infanteriregemente, Henric von Halle. Han avled 1619 och egendomen tillträddes då förmodligen av hans son överstelöjtnant Joel von Halle (död 1698). Han och hustrun fann sin sista vila i Lids kyrka. När gården blev till säteri är okänt men troligen vid början av 1600-talet.
Taxinge innehades sedermera av många olika personer, bland dem fabrikören C.A. Brentzner som ägde gården 1848, Johan Wilhelm Segerdahl (1851), bokförläggaren V. Roos (1884) samt greve Claes William Rudolf Cronstedt (1897). På 1900-talet fortsatte täta ägarskiften med H. Drangel (1903), grosshandlaren Carl Kringlund och ingenjören C.J. Eriksson (1907) samt David Kringlund och Thure Severin (1919). Från och med 1936 ägdes Taxinge av F. Samuelsson, som utarrenderade gården till Alfred Artur Andersson. Idag (2018) ägs och förvaltas Taxinge av Taxinge Säteri Förvaltning AB. På gården bedrivs utöver jordbruk även skogs-, jakt- och konferensverksamhet.

## Bebyggelsen
Mangårdsbyggnaderna uppfördes på obekant tid och bestå av en större två våningars träbyggnad med nio fönsteraxlars bredd under tegeltak och med tolv rum. Huvudbyggnaden flankeras av två fristående flyglar. Till gården hör två trädgårdar, varav den ena ligger mellan huvudbebyggelsen och ån. Under Taxinge lydde gårdarna Sanda och Ökna. Väster om huvudbebyggelsen ligger gården ekonomibyggnader.
År 1938 hörde till Taxinge 85 hektar åkermark. Djurbesättningen bestod av sju hästar, två unghästar, 30 kor, 20 ungdjur och 30 höns. En kvarn finns antecknad år 1424 och var i bruk till 1930-talet. Ett tegelbruk anlades söder om gården. Det startade sin produktion i början av 1800-talet och lades ner i början av 1900-talet.

## Nutida bilder

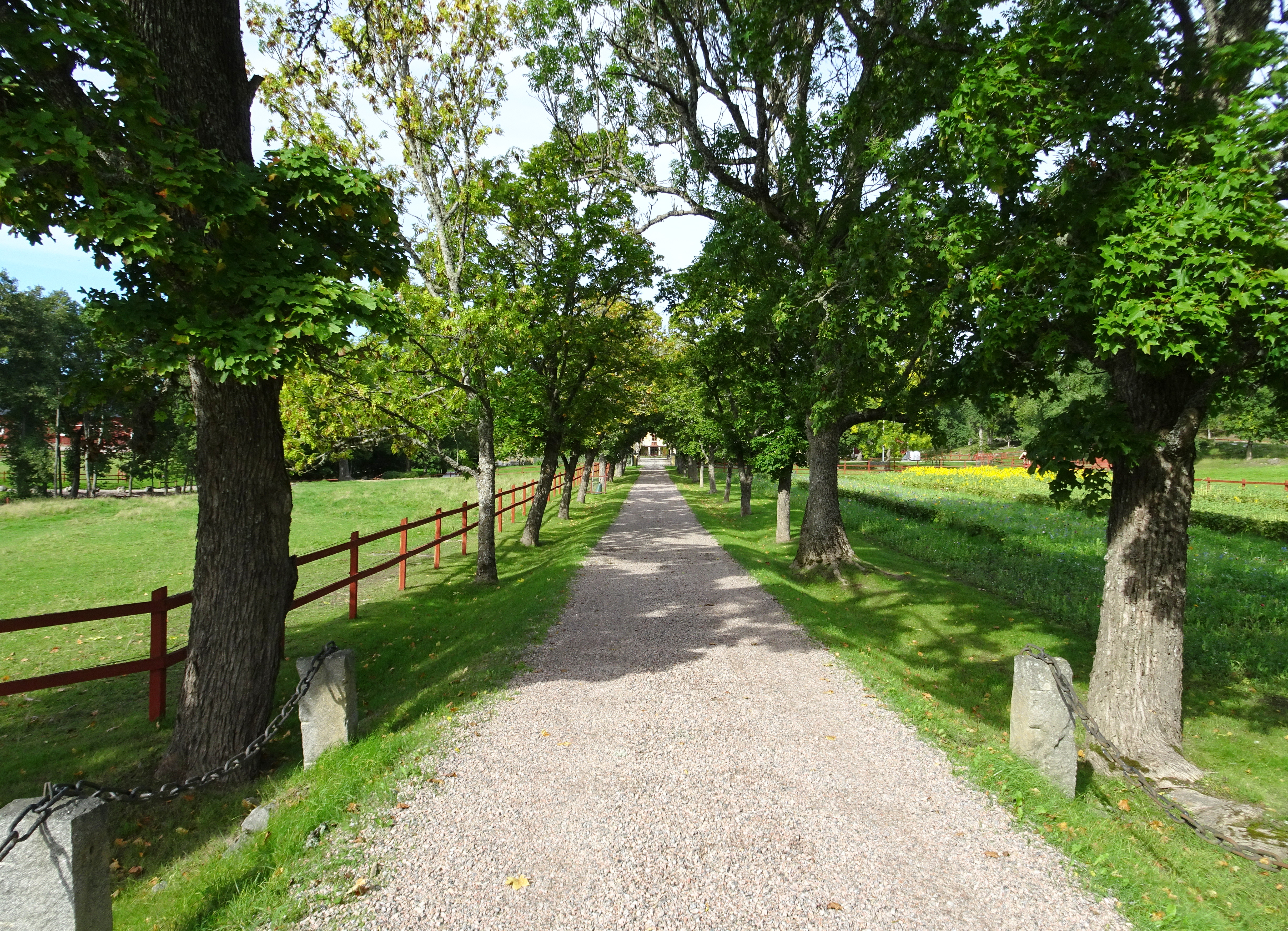
Allén.
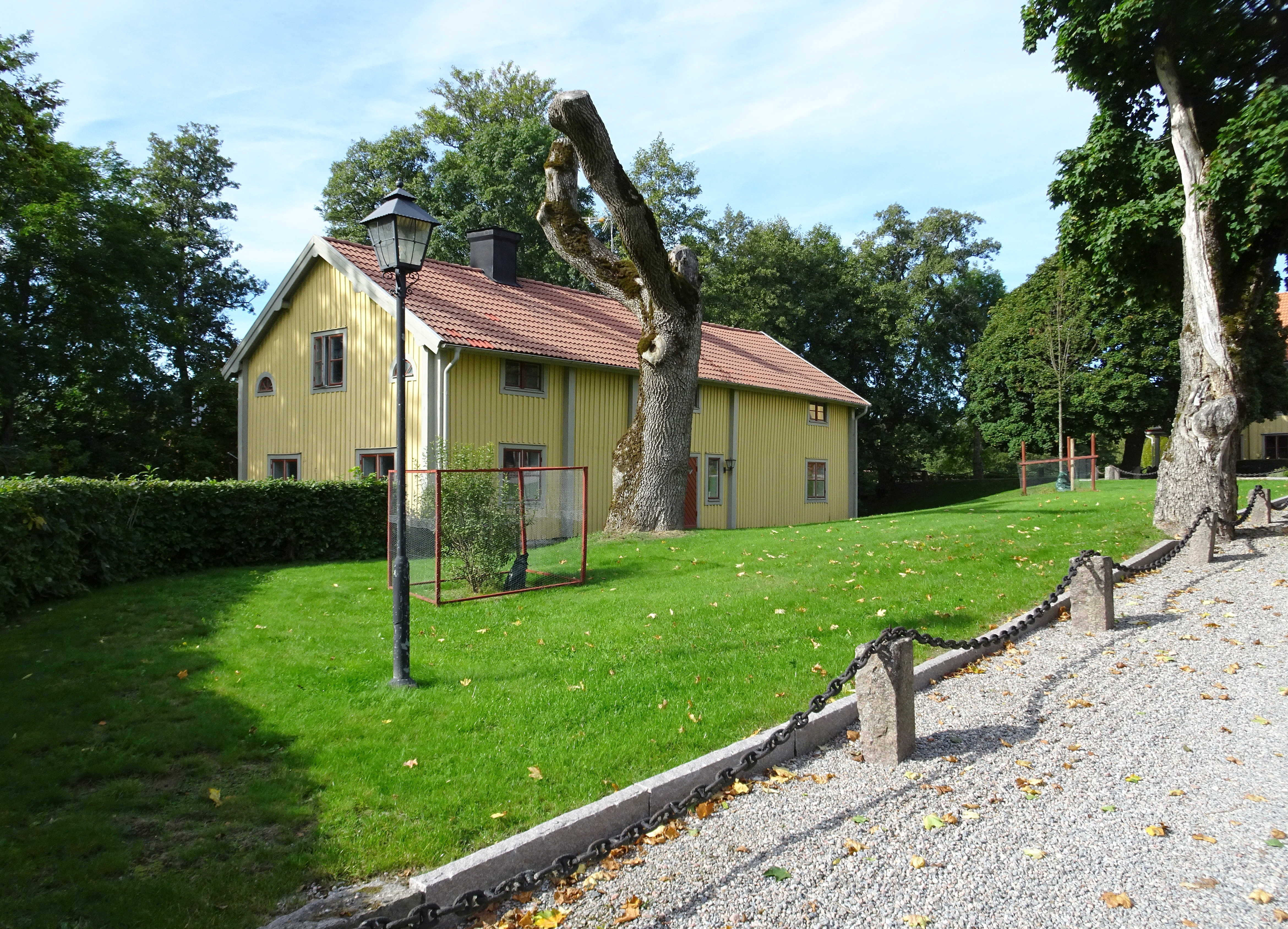
Västra flygeln.
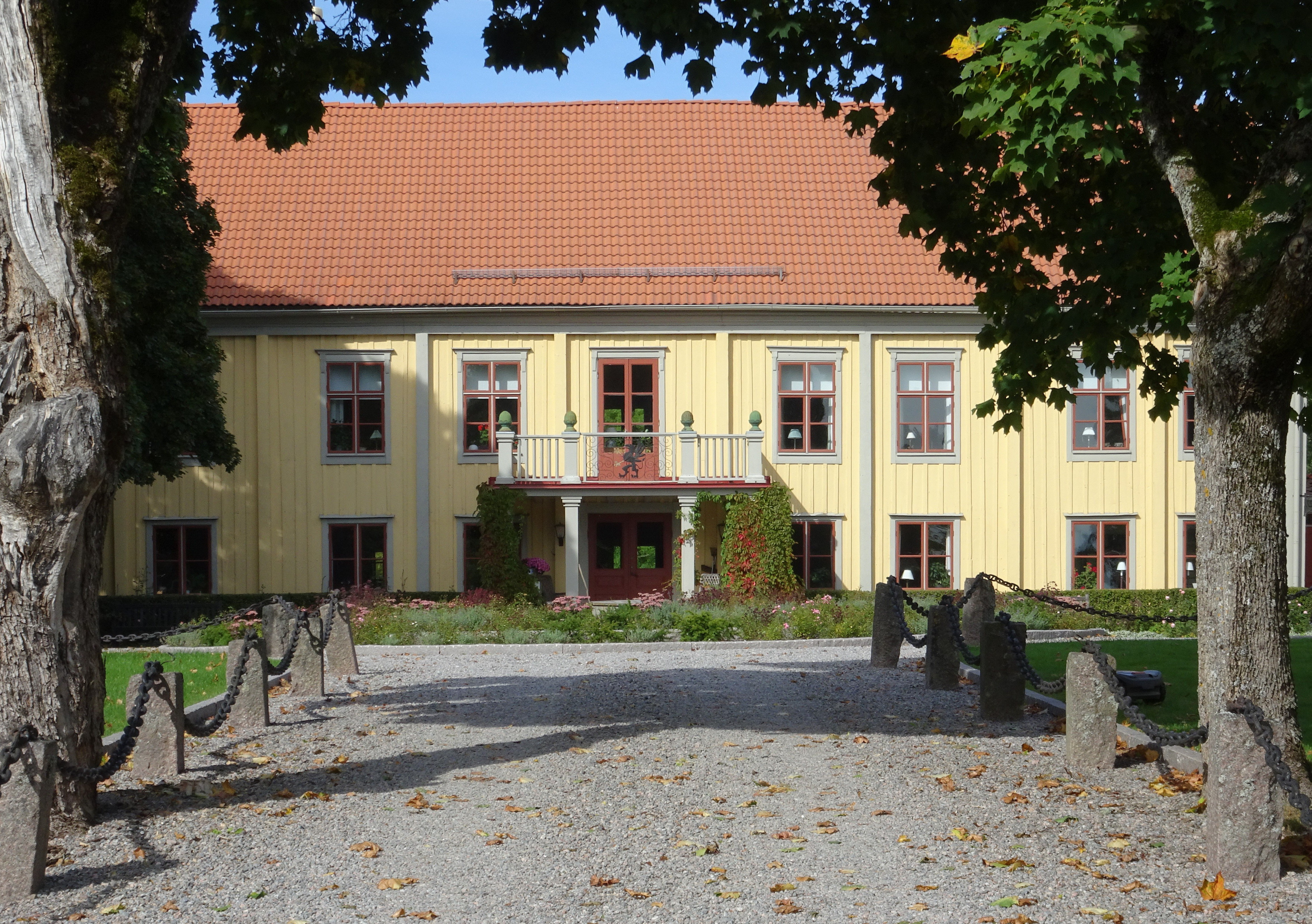
Huvudbyggnad.
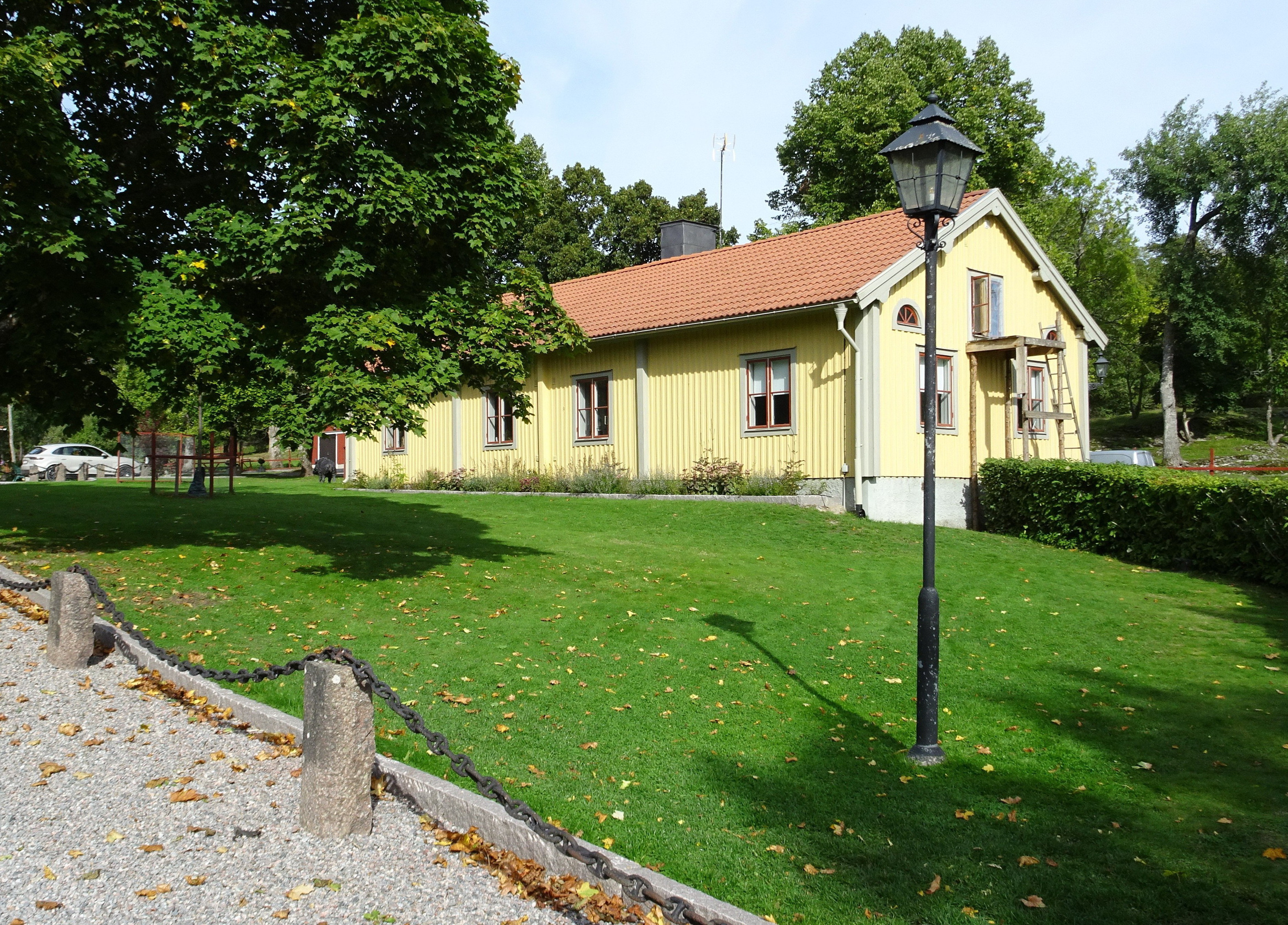
Östra flygeln.